# 増井孝子の元気関西人
増井孝子の元気関西人（ますいたかこのげんきかんさいじん）は、2005年4月にスタート、2006年3月まで放送されたラジオ大阪の番組である。
パーソナリティは増井孝子、以前の2005年9月までのアシスタントはみちる。

## 2005年9月までのコーナー
- b-platzリポート
- みんなの生活応援団
- パワフル東大阪
- a-ma-mignon_ラジオ
- 大手前キャンパスタイム

## 2005年10月からのコーナー
- ワンダフルライフ
- a-ma-mignon_ラジオ
- パワフル東大阪

| スタブアイコン | サブスタブ | この項目は、まだ閲覧者の調べものの参照としては役立たない、ラジオ番組に関連した書きかけの項目です。この項目を加筆・訂正などしてくださる協力者を求めています（P:ラジオ/PJ:放送番組）。 |